# Tramway de Grenoble à Chapareillan
| Tramway de Grenoble à Chapareillan                                                           | Tramway de Grenoble à Chapareillan |
| -------------------------------------------------------------------------------------------- | ---------------------------------- |
| Zwei Triebwagen und ein Gepäckwagen mit 1.-Klasse-Abteil des T.G.C. im Bahnhof Crolles, 1901 |                                    |
| Streckenlänge:                                                                               | 42,8 km                            |
| Spurweite:                                                                                   | 1000 mm (Meterspur)                |
| Stromsystem:                                                                                 | 1200 V =                           |
| Maximale Neigung:                                                                            | 40 ‰                               |
| Minimaler Radius:                                                                            | 35 m                               |
| Streckengeschwindigkeit:                                                                     | 25 km/h                            |
|                                                                                              |                                    |
| Region (FR):                                                                                 | Auvergne-Rhône-Alpes               |

Der Tramway de Grenoble à Chapareillan (T.G.C.) war eine von Grenoble ausgehende meterspurige, eingleisige Schmalspurbahn im französischen Département Isère. Sie wurde mit straßenbahnähnlichen Elektrotriebwagen befahren und wies als Besonderheit eine zweipolige Oberleitung auf.
Das breite Grésivaudantal zwischen den Massiven Chartreuse und Belledonne ist eine Hauptverkehrsader. Es nimmt, neben dem ehemals schiffbaren Fluss Isère, heute eine Autobahn, zwei Hauptstraßen und eine zweigleisige Eisenbahnstrecke auf. Hinzu kamen zwei Kleinbahnen: der T.G.C. und der Tramway de Grenoble à Domène der Voies ferrées du Dauphiné (V.F.D.).

## Vorgeschichte
Die Hauptbahn der Compagnie des chemins de fer de Paris à Lyon et à la Méditerranée (P.L.M.) und die 1898 eröffnete V.F.D.-Strecke erschlossen das südöstliche Ufer der Isère. Bewohner der Orte nordwestlich des Flusses mussten jenen überqueren, um zu einer oft mehr als 4 km entfernten Bahnstation zu gelangen. Darum wurde Ende des 19. Jahrhunderts beschlossen, auch auf dieser Seite eine Bahn für den Personen- und Güterverkehr zu bauen. Sie sollte die in wirtschaftliche Schwierigkeiten geratenen entfernteren Orte erschließen, deren Rebstöcke durch die Reblaus vernichtet worden waren, wie auch die Vororte zwischen Grenoble und Saint-Ismier. Zudem erhielt sie eine innerstädtische Bedeutung durch die Bedienung des Stadtteils Île Verte. 1893 wurde das Projekt Tramway à vapeur de Grenoble au Touvet, eine 26,44 km lange dampfbetriebene Kleinbahn, ins Leben gerufen. Grenoble forderte die Streckenführung bis zum Fernbahnhof der P.L.M., die Départementsverwaltung auf Betreiben der Gemeinden im Tal die Verlängerung über Le Touvet hinaus bis Chapareillan. Am 24. Februar 1894 wurde den zuständigen Behörden das Gesuch um Genehmigung dieser Bahn vorgelegt. Der notwendige Bescheid bezüglich der Gemeinnützigkeit des Unterfangens ließ bis zum 31. Dezember 1895 auf sich warten. Die Unternehmer Claret und Thouvard erhielten gegen die Zahlung eines Betrags von 213,00 Franc die Genehmigung, die Bahn zu bauen und sie 75 Jahre lang zu betreiben. Das Geld war für die Begradigung der Route nationale 90 bis Montbonnot, in deren Planum die Bahn verlaufen sollte, und den Bau einer Brücke über die Isère vorgesehen. Die Betreiber verpflichteten sich, auf Subventionen zu verzichten, nur französisches Rollmaterial einzusetzen und nur französisches Personal einzustellen.

## Baugeschichte

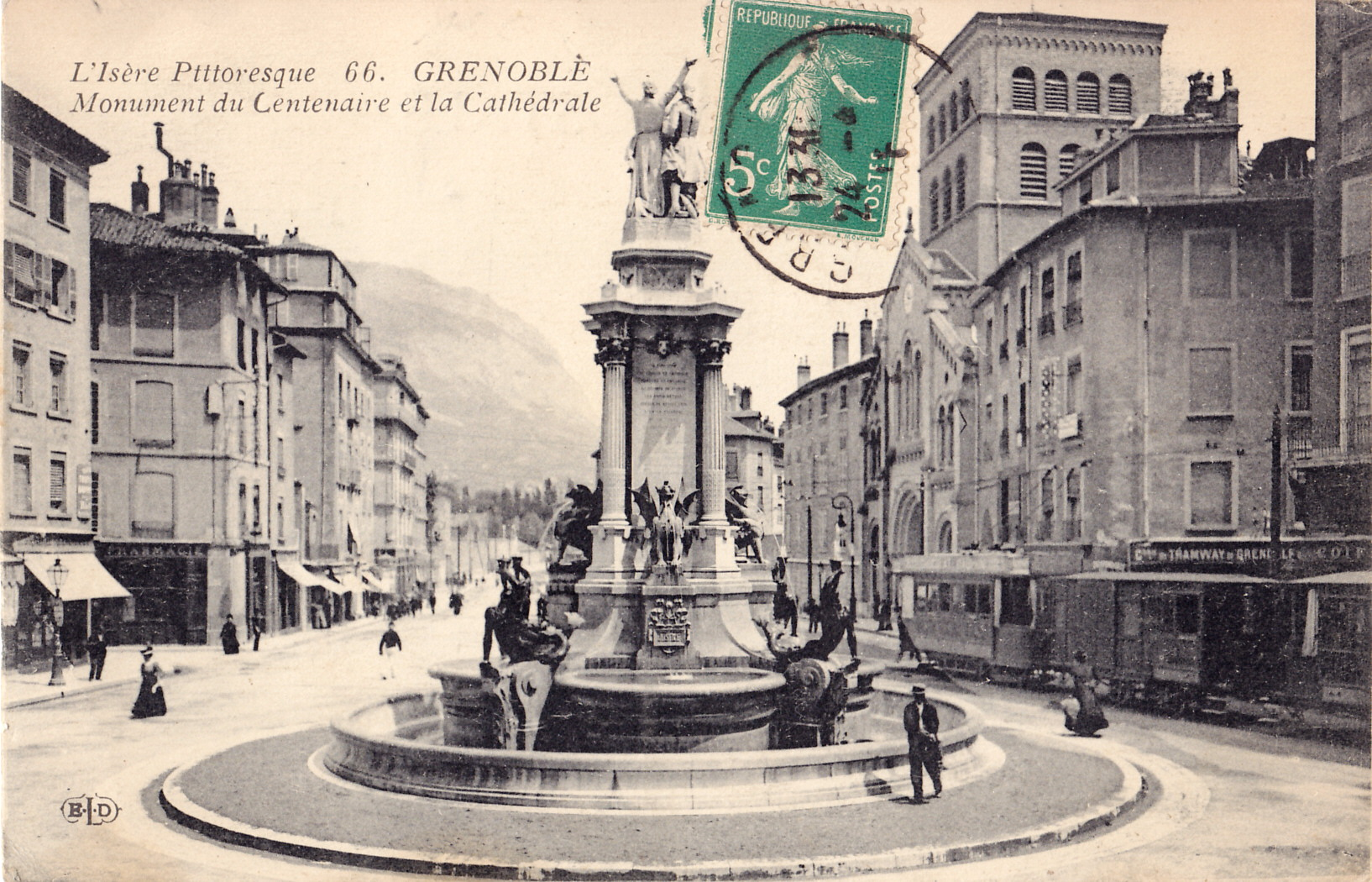
Abfahrbereiter Zug auf der Place Notre-Dame (Station Grenoble-Ville)

Endbahnhof auf der Place de la Gare, links ein S.G.T.E.-Triebwagen, im Hintergrund der Fernbahnhof der P.L.M., um 1901

1896 wurde mit einem Kapital von 2 Millionen Franc eine Aktiengesellschaft ins Leben gerufen. Da mittlerweile der Bau einer elektrischen Bahn möglich schien, beantragten die künftigen Betreiber, ein umfangreicheres Netz realisieren zu dürfen. Neben der Strecke nach Chapareillan sollte eine Bahn von Grenoble nach Voreppe mit einer weiteren Zweigstrecke gebaut werden. Dieses Projekt wurde aber nicht bewilligt, auch eine 18 km lange Verlängerung von Chapareillan nach Chambéry kam nicht zustande.
Am 5. August 1896 wurde vorbehaltlich kleinerer Änderungen der Vorentwurf der Trassenführung vorgelegt, am folgenden 18. Dezember waren die Pläne fertiggestellt. Die verschiedenen Abschnitte wurden zwischen dem 23. März und dem 5. Oktober 1897 genehmigt. Bezüglich des Rollmaterials ging am 1. Januar 1898 ein Kostenvoranschlag ein, am 3. Februar wurde mit dem Unternehmen Schneider der Kaufvertrag geschlossen. Mitte Februar erging der Beschluss bezüglich der erforderlichen Geländeenteignungen, am 28. August wurde der elektrische Betrieb der Bahn gestattet.
Dem Fortschritt der Bauarbeiten entsprechend wurde die Bahn in vier Etappen eröffnet. Von der Place Notre-Dame in der nordöstlichen Grenobler Altstadt fuhr der erste Zug am 13. Dezember 1899 zunächst bis zum 17 km entfernten Crolles. Am 6. Januar 1900 folgte die Verlängerung bis Le Touvet, der östliche Endpunkt Chapareillan wurde am 12. März 1900 erstmals von einem Personenzug erreicht. Der Güterverkehr auf der gesamten Strecke begann acht Tage später am 20. März.
Um von Île Verte kommende Züge zum Fernbahnhof der P.L.M. führen zu können, war eine Übereinkunft mit der Société Grenobloise de Tramways Electriques (S.G.T.E.), dem Betreiber der städtischen Straßenbahn, erforderlich. Sie beinhaltete u. a. den Verzicht auf die Hälfte der innerhalb des Stadtgebiets erzielten Einnahmen und auf eine direkte Führung zum Bahnhof durch die Innenstadt. Stattdessen musste die zu bauende Strecke zwischen der Isèrebrücke Pont de la Citadel und der Place de la Bastille (heute: Place Hubert Dubedout) entlang der südlichen Uferstraßen geführt werden. Auf diesem Abschnitt wurde am 14. März 1901 der Personen- und tags darauf der Güterverkehr aufgenommen. Er zweigte kurz vor dem bisherigen Endpunkt Place Notre-Dame nach Norden ab und erreichte über die Place Lavalette – das dortige Gleis wurde gemeinsam mit der S.G.T.E. genutzt – das Flussufer. Zwischen der Place de la Bastille und dem Bahnhofsplatz Place de la Gare befuhren die Züge die Rue Casimir Brenier.
In Grenoble musste die Mauer des Militärgefängnisses versetzt werden. Die Baukosten für die Strecke beliefen sich – von den Grunderwerbskosten abgesehen – auf 85.00 Franc/km.

## Strecke

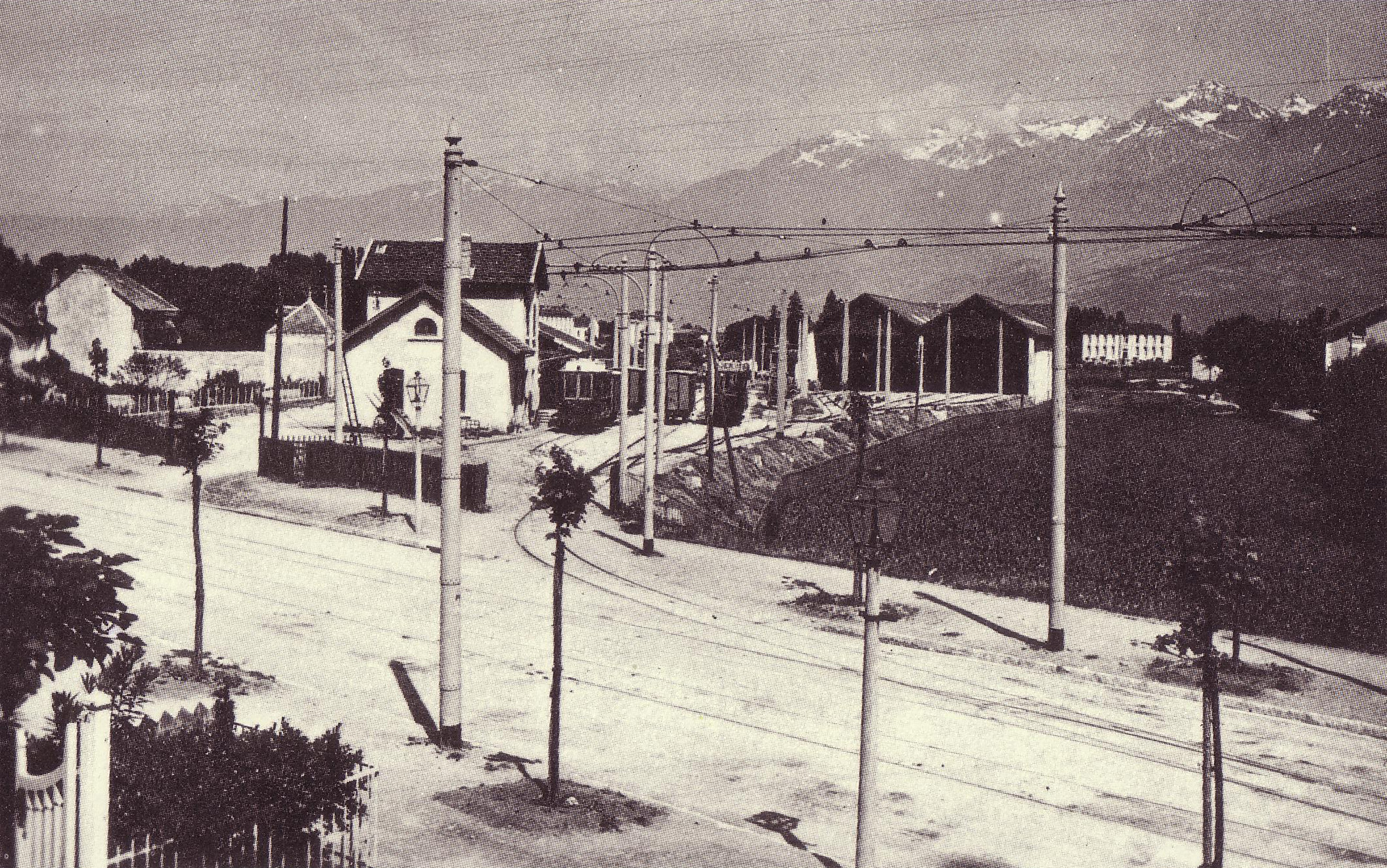
Station Île Verte und Betriebshof / Güterbahnhof Dépôt-Marchandises

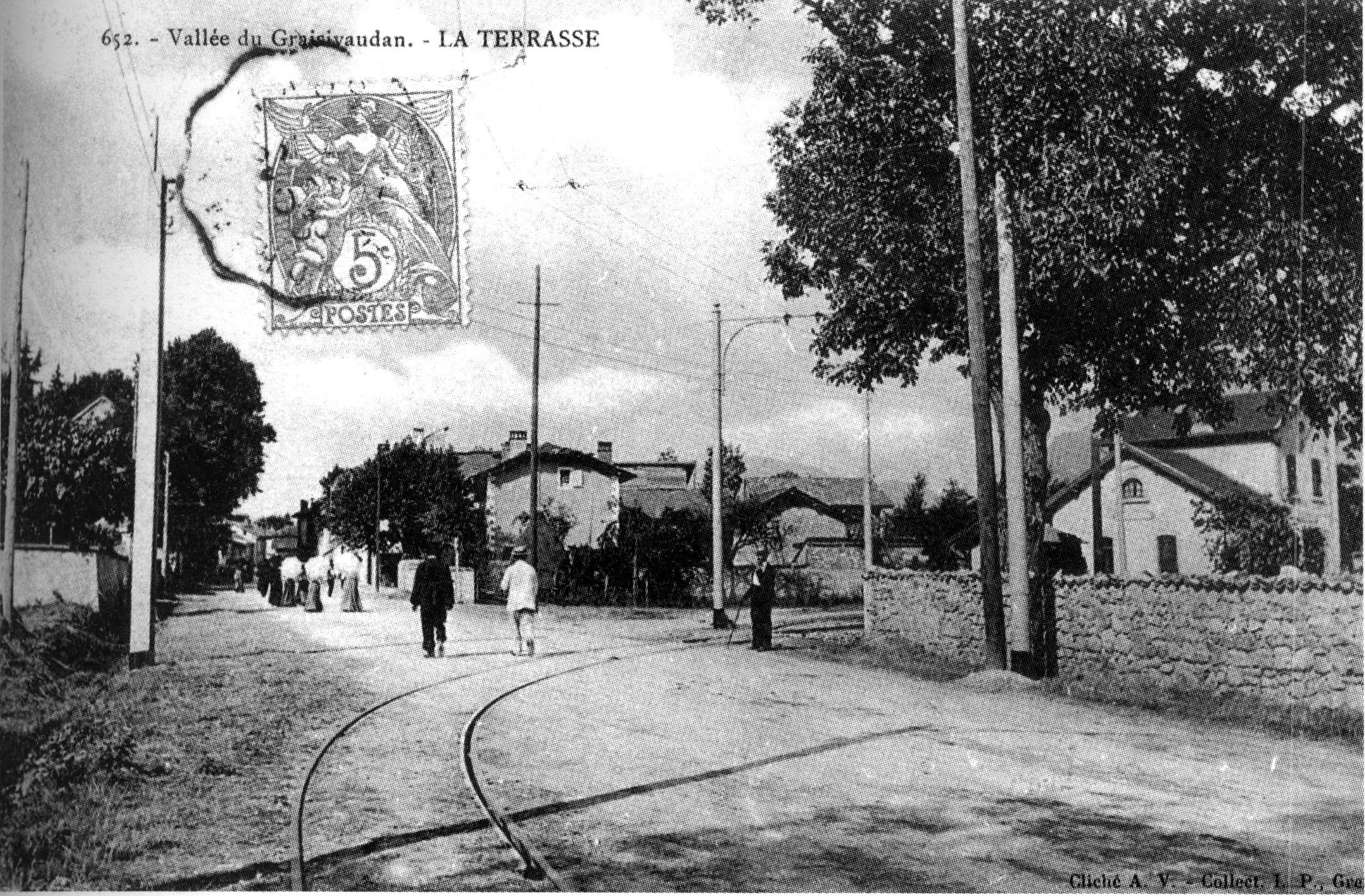
Bahnhof La Terrasse, 1905

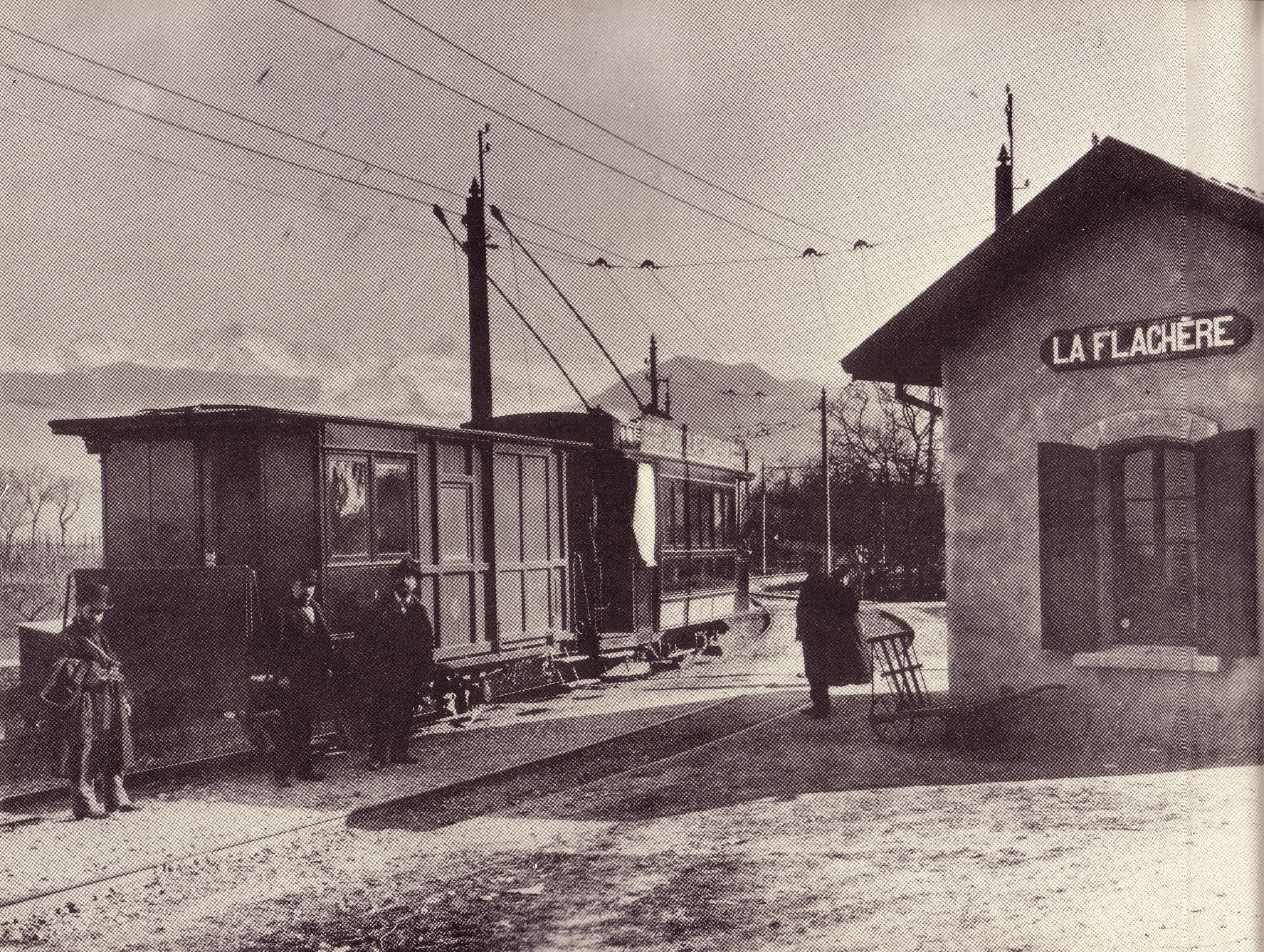
Bahnhof La Flachère, hinter dem Triebwagen ein Gepäckwagen mit Post- und 1.-Klasse-Abteil, 1900

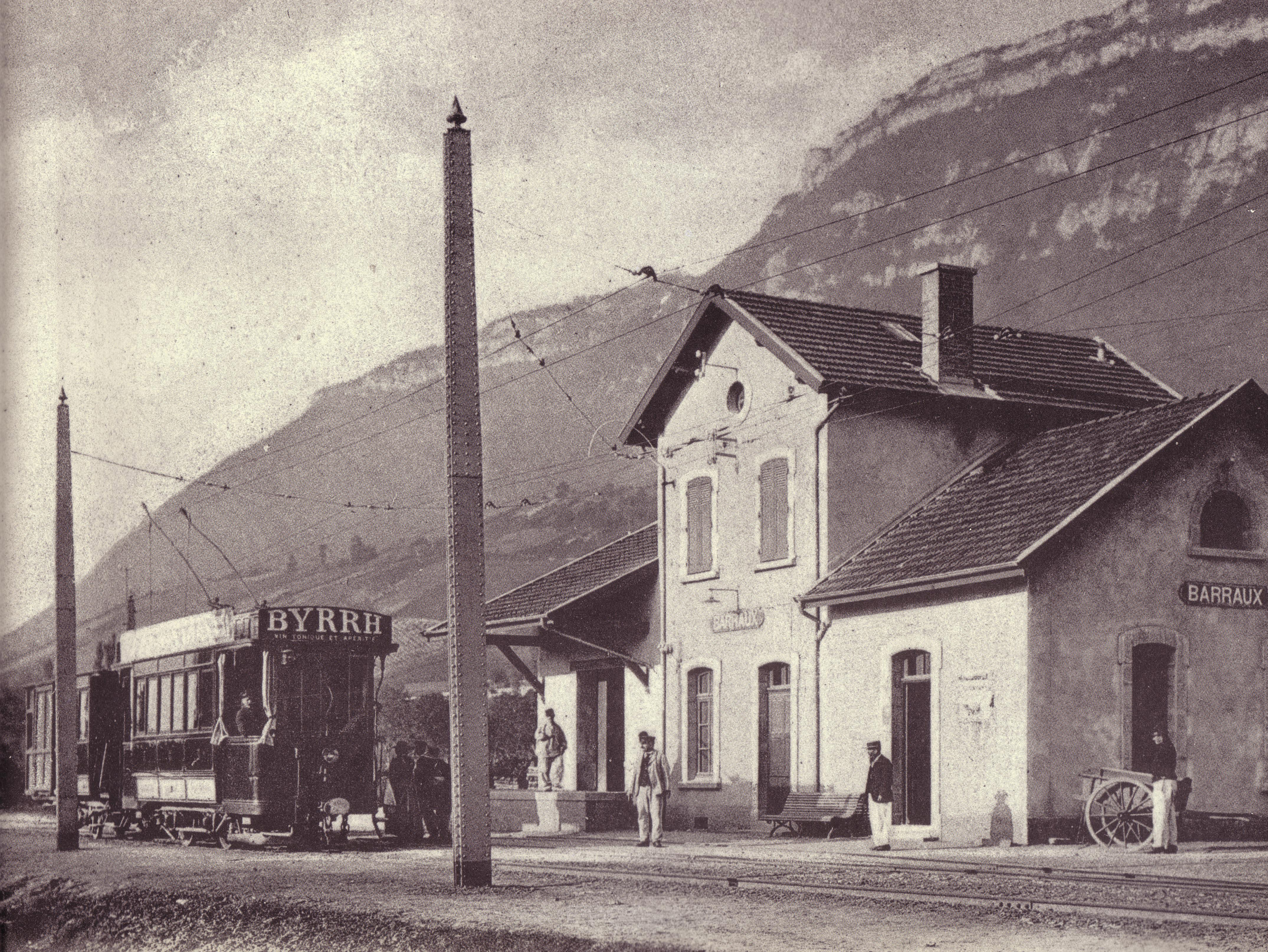
Bahnhof Barraux, 1901

Endbahnhof Chapareillan, um 1901

Das Gleis mit einer Spurweite von 1000 mm entsprach den Anforderungen des Lastenhefts für Straßenbahnen. Verlegt wurden im Straßenbereich Rillenschienen der Bauart „Broca“ mit einer Masse von 40 kg/m, ansonsten 25 kg/m schwere Vignolschienen mit einer Länge von je 10 m. Der Mindestradius betrug 40 m außer- und 35 m innerorts, die Steigungen betrugen bis zu 40 ‰.
Die Strecke war durchgehend eingleisig mit Kreuzungsmöglichkeiten in den Bahnhöfen. Wo immer es sich verwirklichen ließ, wurden existierende Straßen bzw. deren Ränder genutzt, was nicht unerhebliche Steigungen mit sich brachte. Niedrigster Punkt war die Place Notre Dame mit 211,56 m, höchster der Col de La Flachère mit 424,78 m. Der Endbahnhof Chapareillan lag in 277,00 m Höhe. Der Anteil an geraden Strecken belief sich auf 75,33 % zwischen der Place de la Gare und der Place Notre-Dame und 72,24 % von dort bis Chapareillan. Wichtigste Kunstbauten waren ein 15 m langes eisernes Viadukt zwischen Saint-Ismier und Saint-Nazaire und eine 12 m lange gemauerte Bogenbrücke östlich des Bahnhofs Le Touvet. Die Mehrzahl der Bahnhöfe besaß nur einen Hausbahnsteig, das zweite Gleis war Güterzügen vorbehalten und diente nur in Ausnahmefällen dem Kreuzen von Personenzügen. Die Stationsgebäude waren weitgehend standardisiert. Einige Gemeinden errichteten nachträglich auf eigene Kosten Bauten bzw. Anbauten, so Pontalieu einen Unterstand für Fahrgäste und Saint-Nazaire 1923 einen überdachten Güterbahnsteig. Östlich des Bahnhofs Île Verte wurden abseits der Trasse der Grenobler Güterbahnhof und der Betriebshof (Dépôt-Marchandises) angelegt.
Die Kilometrierung begann an der Place Notre-Dame, weitere Bahnhöfe waren
- Île Verte (km 0,930, zweigleisig mit Abzweig zum Betriebshof und Güterbahnhof Dépôt-Marchandises),
- Meylan (km 4,576, zweites Gleis nur für Güterverkehr, Bahnhofsgaststätte),
- Montbonnot-Saint-Martin (km 7,223, zweites Gleis nur für Güterverkehr),
- Saint-Ismier (km 10,059, anfangs zweites Gleis nur für Güterverkehr, keine Bahnsteigüberdachung),
- Saint-Nazaire (km 12,110, zweites Gleis nur für Güterverkehr),
- Bernin (km 14,898),
- Crolles (km 16,937),
- Lumbin (km 20,702, zweites Gleis nur für Güterverkehr),
- La Terrasse (km 22,884, zweites Gleis nur für Güterverkehr),
- Le Touvet (km 27,503, anfangs zweites Gleis nur für Güterverkehr),
- Saint-Vincent-de-Mercuze (km 29,930, zweites Gleis nur für Güterverkehr),
- La Flachère (km 33,053, zweites Gleis nur für Güterverkehr),
- Barraux (km 37,095) und
- Chapareillan (km 41,180).

Von der Place Notre-Dame zur – nur über fremde Gleise erreichbaren – Station Grenoble-Postes, wo Güterwagen zwischen den Schmalspurbahnen wechseln konnten, betrug die Entfernung 1,635 km. Kopfmachende Güterzüge konnten von der Place de la Gare über ein Gleis der Voies Ferrées du Dauphiné (V.F.D.) in der Rue Emile Gueymard den Umladebahnhof mit der P.L.M., zunächst Grenoble-Abattoirs, später Grenoble-Polygone genannt, erreichen. Der von der Place Notre-Dame 1,386 km entfernte Bahnhof diente auch den drei anderen meterspurigen Betrieben V.F.D. sowie G.V.L. und C.E.N. (bzw. deren Nachfolger S.G.T.E.) als Güterumladestation.
An der Strecke existierten vier private Gleisanschlüsse:
- km 19,170: zur Standseilbahn Saint-Hilaire du Touvet
- km 21,100: zu einer Eisengießerei
- km 24,800: zum Weiler La Frette für die Zuckerrübenabfuhr
- km 39,955: zur Tabakfabrik in La Servette, wo ab 1916 Rohlinge für Granaten hergestellt wurden

Die Bahnhöfe standen für den Personen- und den Güterverkehr zur Verfügung. Grenoble-Ville und – als einziger Haltepunkt – La Tronche wickelten in beschränktem Maß (bis 200 kg) Güterverkehr ab, im Stadtverkehr von Grenoble verkehrende Züge beförderten keine Güter.
Bedeutendste Station war der dreigleisige Endbahnhof Chapareillan, der über ein kleines Betriebswerk mit einem zweiständigen Lokschuppen mit zwei Gruben verfügte. Er hatte eine Drehscheibe, ein Freiladegleis und mehrere Abstellgleise. Drei Durchgangsgleise wiesen auch die Bahnhöfe Barraux, Le Touvet (nach Umbau), Crolles (mit zweiständigem Schuppen), Bernin und Saint-Ismier (nach Erweiterung) auf.
Von der Île Verte kommend endeten die Züge zum Teil an der Station Grenoble-Ville auf der Place Notre-Dame, einem zweigleisigen Endbahnhof mit Ausziehgleis. Andere Züge bogen kurz vorher auf die Place Lavalette ab und endeten vor dem Fernbahnhof der P.L.M. auf der Place de la Gare. Bei einem ähnlichen Gleisplan wie Grenoble-Ville gab es dort ein zusätzliches Abstellgleis und eine Gleisverbindung zu den V.F.D. für den Güterverkehr.
Auf dem kurzen Abschnitt zwischen Grenoble-Ville und Île Verte existierten ein Haltepunkt und zwei Bedarfshaltepunkte. Außerhalb der Stadt gab es vier Haltepunkte und zwanzig Bedarfshaltepunkte. Von touristischer Bedeutung war der Haltepunkt Montfort-Funiculaire an der Talstation der 1924 eröffneten Standseilbahn Saint-Hilaire du Touvet, die zu einem Sanatorium für Tuberkulosekranke auf dem Plateau des Petites Roches führte.
Der Bahnhof Dépôt-Marchandises wies für das Betriebswerk einen fünfständigen Schuppen mit Anbauten sowie ein Verwaltungsgebäude mit Kantine und Güterschuppen, Rangier-, Abstell- und Ladegleise auf.

## Geschichte
Zunächst war geplant, die Bahn nur bis Saint-Ismier zu elektrifizieren und die Züge der Relation Grenoble – Chapareillan mit Dampfzügen zu betreiben. Letztlich entschied man sich jedoch für einen durchgehend elektrischen Betrieb.
Bis dahin wurden entsprechende Bahnen in Frankreich über eine Oberleitung mit einer Gleichspannung von 600 V versorgt. Höhere Spannungen ließ das Isoliermaterial auf Papier- und Baumwollbasis nicht zu. Für die verhältnismäßig lange Strecke des T.G.C. suchte man nach einer Lösung, Spannungsabfälle nicht durch eine übermäßige Erhöhung der Zahl der Einspeisepunkte kompensieren zu müssen.

Pont de l’Île-Verte über die Isère mit Zug in Richtung Chapareillan, 1901

Für die Stromversorgung wurde daher erstmals ein System aus zwei parallelen Fahrdrähten entwickelt, wie es bald darauf auch bei Oberleitungsbussen Anwendung fand. Die Drähte der zweipoligen Oberleitung führten gegenüber dem Gleis +600 V und −600 V, was eine Spannungsdifferenz von 1200 V untereinander bedeutete. Zusätzlich wurden parallel verlaufende Speiseleitungen installiert. Somit konnten die Triebwagen von zwei in Reihe geschalteten 600-V-Elektromotoren bewegt werden. Die beiden Kupferdrähte der Oberleitung hatten einen Durchmesser von 9 mm, ihr Abstand voneinander betrug durchwegs 70 cm.
Ein bahneigenes Wasserkraftwerk bei Lancey am Südufer der Isère versorgte den T.G.C. mit Strom. Es erbrachte das 1,5fache der maximal benötigten Leistung und konnte Strom an Dritte abgeben. Im Dezember 1910 wurde die Anlage durch einen Erdrutsch schwer beschädigt, was den Bahnverkehr zwei Monate lang beeinträchtigte.
Im Zuge des Bahnbaus wurde die Straßenbrücke Pont de l’Île-Verte über die Isère errichtet. Die Trassenführung wurde 1909 östlich von Barraux und 1933 in Bernin verändert. 1931 wurden in La Tronche und Aiguinards Kreuzungsgleise angelegt. 1937 erhielt der bisherige Haltepunkt Montbonnot ein zweites Gleis und im folgenden Jahr ein Stationsgebäude.
Am 1. Januar 1931 wurde der T.C.G., der nicht nur mit finanziellen Schwierigkeiten zu kämpfen hatte, von den V.F.D. übernommen. Zwischen den beiden Netzen wurde in Grenoble eine zweite Gleisverbindung über den Boulevard Edouard Rey geschaffen, die es den V.F.D.-Zügen erleichterte, den Betriebshof Île Verte zu erreichen und zudem die Fahrgäste aus Richtung La Tronche direkt ins Stadtzentrum brachte. V.F.D.-Triebwagen nutzen unter der T.C.G.-Oberleitung nur einen der beiden Fahrdrähte. Umgekehrt legten ehemalige T.C.G.-Triebwagen, die fortan – unter V.F.D.-Fahrleitung – auch bis Aiguinards kamen, in diesem Fall nur einen Stromabnehmer an und liefen mit halber Leistung.
Ein Kurzschluss in der Motoren-Reparaturwerkstatt setzte am 14. Juli 1932 das Betriebswerk in Brand. Dabei wurden u. a. zwei Triebwagen und zwei Beiwagen zerstört, zahlreiche Fahrzeuge wurden beschädigt. Am 15. Mai 1933 wurde der Gesamtverkehr zwischen Le Touvet und Chapareillan eingestellt und die Züge durch Busse und Lastkraftwagen ersetzt. Ab dem 8. Oktober jenes Jahres fuhr noch an Sonn- und Feiertagen ein Reisezug über Montfort-Funiculaire hinaus. Weitere Rückzugsetappen waren:
- 1. Januar 1937 Güterverkehr nur noch auf dem Abschnitt Grenoble – Crolles
- 1. Mai 1937 Betriebseinstellung zwischen Saint-Ismier und Le Touvet
- 17. Juni 1939 Stilllegung des Abschnitts Montbonnot – Chapareillan

Der Zweite Weltkrieg verhinderte vorübergehend weitere Reduktionen. Jedoch bereits am 9. Dezember 1946 wurde – rückwirkend zum 1. Dezember – die Einstellung des Betriebs zwischen Aiguinards und Montbonnot beschlossen. Von Aiguinards zur Place Notre-Dame verkehrte der letzte Zug am 31. Oktober 1947, anderntags war der Tramway de Grenoble à Chapareillan endgültig Geschichte. Die offizielle Stilllegung des Restabschnitts erfolgte am 15. März 1948.

## Fahrzeuge
Die Wagenkästen der nach dem Vorbild der S.G.T.E. entwickelten Triebwagen wurden von der Compagnie française de matériel de chemin de fer in Ivry-sur-Seine geliefert, der mechanischen Teil stammte von Schneider in Le Creusot als französischer Vertreter des Genfer Unternehmens Compagnie de l’industrie électrique et mécanique (CIEM). Die zweiachsigen Zweirichtungs-Fahrzeuge, die nur die 2. Wagenklasse führten, waren über Puffer 8,50 m lang, 2,30 m breit und 3,75 m hoch. Ihr Achsenabstand betrug lediglich 2,00 m, was bei einseitiger Belastung zu Stabilitätsproblemen führen konnte. Das Leergewicht betrug 11 t, das maximal zulässige Gesamtgewicht 14 t. Den Fahrgästen standen 18 in Abteilform angeordnete Sitzplätze und je 10 Stehplätze auf den Plattformen zur Verfügung. Beleuchtung und Heizung – letztere in Form von Widerständen unter den Bänken – erfolgten elektrisch. Die beiden Traktionsmotoren leisteten jeweils 35 PS. Gebremst wurde von Hand und elektromagnetisch, die elektromagnetischen Bremsen konnten vom Fahrstrom wie auch von den – in diesem Fall als Generatoren wirkenden – Motoren aktiviert werden. 1931 wurden sie bei den zehn noch vorhandenen Triebwagen durch Druckluftbremsen ersetzt. Die Stromzufuhr erfolgte über zwei Trolleystangen, zunächst mit Schleifschuhen, später mit Kontaktrollen. Trotz der schwachen Motorisierung waren die Triebwagen in der Lage, Anhängelasten von ca. 19 t, d. h. 3 Personen- oder 4 Güterwagen, mit 15 km/h über die 40-Promille-Rampe vor Chapareillan zu ziehen.
Die 7,35 m langen Gütertriebwagen waren mit 12 t Leermasse schwerer und mit zwei 50 PS leistenden Motoren stärker als die für den Personenverkehr. Sie wurden zuletzt nur noch im Verschiebedienst im Betriebshof eingesetzt und 1938 verkauft.
Zum Zeitpunkt der Eröffnung waren 11 Triebwagen, 2 Gütertriebwagen, 5 Gepäckwagen mit Post- und 1.-Klasse-Abteil, 10 geschlossene Personenwagen mit Abteilen beider Wagenklassen und 10 offene Sommerwagen der 2. Klasse vorhanden. Der Bestand von 26 Güterwagen verteilte sich auf gedeckte, offene und flache Wagen. Im Laufe des Bestehens des T.G.C. erfuhr der Fahrzeugpark nur geringfügige Veränderungen.

Angemietete Tenderlokomotive der Bauart 030T in La Tranche, 1916

Alle Fahrzeuge wiesen – wie die Triebwagen – einen Achsenabstand von 2,00 m, Mittelpuffer und Stangenkupplungen mit Spannvorrichtungen auf. Die Abteile auch der Beiwagen wurden elektrisch beheizt und beleuchtet. Im Gepäckwagen wies das 1.-Klasse-Abteil sieben, im geschlossenen Personenwagen sechs Sitzplätze auf. Dort gab es eine Tür zwischen den Abteilen beider Klassen, in der 2. Klasse waren 12 Sitzplätze auf Holzbänken vorhanden. Im Sommerwagen fassten die Holzbänke 28 Personen, dazu gab es auf den Plattformen jeweils zwei Klappsitze. Die Personenwagen waren zunächst kastanienbraun, nach der Übernahme des Betriebs durch die V.F.D. dann grün lackiert. Die Fahrzeuge für den Güterverkehr waren artilleriegrau mit schwarzen Beschlägen.Mittelpuffer und Stangenkupplungen mit Spannvorrichtungen auf. Die Personenwagen waren zunächst kastanienbraun, nach der Übernahme des Betriebs durch die V.F.D. dann grün lackiert. Die Fahrzeuge für den Güterverkehr waren artilleriegrau mit schwarzen Beschlägen.
Für den Güterverkehr zu den Gleisanschlüssen mietete der T.G.C. von den V.F.D. insgesamt vier dreiachsige Dampflokomotiven des Typs Corpet Louvet 030T und 40 Güterwagen. In Bernin, Crolles, Le Touvet, Chapareillan und Grenoble-Polygone wurden deshalb Wasserkräne und (Ausnahme: Le Touvet) Schlackegruben, an den beiden letztgenannten Stationen auch Bekohlungsanlagen installiert.

## Betrieb
Der Sommerfahrplan des Jahres 1900 wies ab Place Notre-Dame 33 werktägliche Zugpaare aus, von denen jedoch nur vier den Endbahnhof Chapareillan erreichten. Drei Züge endeten in Le Touvet, vier bereits in Crolles. 18 Züge kamen nicht über Saint-Ismier hinaus, die übrigen endeten in Montbonnot-Saint-Martin, La Tronche oder Île Verte. Von der Place de la Gare zum Bahnhof Île Verte liefen 11 weitere Zugpaare, die dazwischen sieben innerstädtische Haltepunkte bedienten. Die Fahrzeiten orientierten sich an den zulässigen Höchstgeschwindigkeiten: 25 km/h auf unabhängiger Trasse, 20 km/h auf Landstraßen, 12 km/h innerorts und 6 km/h vor militärischen Einrichtungen. Die Fahrt von der Place Notre-Dame bis Saint-Ismier dauerte 48 Minuten, nach Chapareillan und umgekehrt ca. 2:45 Stunden.
Im Sommerfahrplan 1931 gab es werktags noch 28 Zugpaare, von denen vier bis Le Touvet liefen. Eines davon verkehrte durchgehend bis zur Place de la Gare, Chapareillan wurde nicht mehr angefahren.